# Alucita plumigera
Alucita plumigera är en fjärilsart som beskrevs av Embrik Strand 1913. Alucita plumigera ingår i släktet Alucita och familjen mångfliksmott, (Alucitidae). Inga underarter finns listade i Catalogue of Life.